# Sloetsj
De Sloetsj (Oekraïens: Случ) is een zijrivier van de Horyn in Oekraïne. De rivier heeft een lengte van 451 km en een stroomgebied van 13.800 km². De rivier ontspringt in een meertje in de buurt van het dorp Tsjervony Sloetsj in de provincie Chmelnytsky, in het Wolynisch-Podolisch Plateau. De rivier stroomt door de oblasten Zjytomyr en Rivne, en langs de Oekraïens-Wit-Russische grens, voordat hij uitkomt in de Horyn.
Steden en dorpen aan de rivier de Sloetsj zijn onder meer Novohrad-Volynsky, Berezne en Sarny.